# Historia militar de Francia
La Historia militar de Francia abarca un inmenso panorama de conflictos y luchas desde hace más de 2000 años, a través de áreas que incluyen la actual Francia, gran parte de Europa y las posesiones francesas de ultramar. Debido a la gran duración de los conflictos en los que han estado involucrados, los franceses han estado a menudo a la vanguardia del desarrollo militar, por tanto los conflictos que han ocurrido en Francia han tenido un impacto decisivo en la historia de Europa y del Mundo.
Según BBC History: "Ha habido 53 grandes guerras en Europa. Francia había sido un beligerante en 49 de ellos, Reino Unido 43. En las 185 batallas que Francia ha luchado en los últimos 800 años, sus ejércitos han ganado 132 veces, perdió 43 veces, dejando solo 10 batallas indecisas. Dando a los militares franceses el mejor registro de cualquier país de Europa".
El conflicto galo-romano el cual predominó desde el 400 a. C. hasta el 50 a. C., con los romanos emergiendo victoriosos en la conquista de las Galias bajo el mando de Julio César. Luego del declive del Imperio romano, una tribu germánica conocida como los francos tomó el control de las Galias destruyendo a las tribus rivales. La «Tierra de Francia» de donde obtiene su nombre, obtuvo grandes expansiones territoriales bajo el mandato de los reyes Clodoveo y Carlomagno durante la Edad Media, luego, las rivalidades con Inglaterra y el Sacro Imperio Romano Germánico provocaron grandes conflictos como la guerra de los Cien Años. Con una centralizada y eficiente monarquía y el primer ejército profesional desde los tiempos de los romanos, Francia se volvió la nación más poderosa de la Edad Media, solamente perdió su estatus cuando España logró derrotarla en las guerras italianas, las guerras de religión habían logrado mermar el poder francés a finales del siglo XVI, pero una victoria sobre España con la ayuda de Holanda e Inglaterra en la Guerra Franco Española (1635-1659), elevó a Francia nuevamente a convertirse en la nación más poderosa del continente. Las guerras de Luis XIV en los siglos XVII y XVIII llevaron a Francia a expandir sus fronteras, pero esto la llevó a la bancarrota.
La carrera con Gran Bretaña en convertirse en la potencia mundial la llevó a su derrota en la guerra de los Siete Años, las cuales le costó sus colonias en América; pero su consolidación fue durante la Guerra Revolucionaria de las colonias inglesas en América, donde el extensivo apoyo de Francia ayudó a la independencia de las colonias. Las crisis políticas llevaron al país a 23 años de Guerras Revolucionarias y sucesivamente las Guerras Napoleónicas. En este período, Francia logró su mayor era de gloria, pero en el año de 1815 el declive del imperio napoleónico llevó al país a establecer sus fronteras prerrevolucionarias. El siglo XIX sería también testigo del gran imperio colonial francés y las guerras contra Rusia, México (en América), Austria y Prusia las cuales cesaron con la derrota en la guerra franco-prusiana, la enemistad franco-germana volvería a encenderse durante la Primera Guerra Mundial, con la ayuda de los británicos y una cada vez menor ayuda estadounidense, logró su victoria en el Tratado de Versalles, el cual desencadenaría la Segunda Guerra Mundial, donde fue humillada en la Batalla de Francia. Los aliados emergerían victoriosos contra la Alemania Nazi, sin embargo, a Francia se le concedió una de las zonas de ocupación aliada en Alemania. Las dos guerras mundiales destruirían la antigua enemistad franco-germana, la cual construiría el camino a la integración europea, tanto políticamente, como económicamente y militarmente. Hoy en día la intervención militar francesa se concentra en sus antiguas colonias y en las operaciones militares de la OTAN en los diferentes sitios de conflicto alrededor del mundo.

## Objetivos franceses durante su historia militar

### En Europa
El pensamiento estratégico francés fue siempre la necesidad de defender sus «fronteras naturales», los Pirineos en el suroeste, los Alpes en el sureste, y el Río Rin al este. Clodoveo hace 1500 años inició el cumplimiento de estos objetivos, mientras que la Francia de hoy en día ha perdido 2/3 de la cuenca del Rin, las cuales pertenecen a Alemania, aun así; Francia sigue siendo la nación más grande de Europa Occidental.
La guerra contra las naciones europeas no siempre se ha determinado por estos factores, y los franceses han extendido su autoridad continental fuera de estos límites, más notablemente bajo los reinados de Carlomagno, Luis XIV y Napoleón. Estos períodos de gran actividad bélica estuvieron marcados por situaciones militares y sociopolíticas propias de cada época, pero se requirió de un gran liderazgo a fin de permitir la expansión del dominio francés.
Algunas de las grandes rivalidades militares de la historia han sido resultado de un conflicto entre Francia y alguna otra nación. La rivalidad anglo-francesa, por el predominio en Europa y el mundo continua durante siglos, mientras que la rivalidad franco-germana necesitó de dos guerras mundiales para estabilizarse. La participación francesa en estos enormes conflictos geoestratégicos han dado resultados positivos y negativos a la vez. La complejidad política, y los sistemas de alianzas, han sido puntos complejos en las políticas militares de Francia en el continente europeo.

### Objetivos imperiales y su estatus como ex-potencia colonial
Empezando desde el siglo XVI, gran parte del esfuerzo militar francés se ha enfocado en asegurar sus posesiones en ultramar y de controlar las revueltas tanto de nativos como de colonos franceses. Tropas francesas fueron envidas por todo su imperio para que tratasen a las poblaciones locales, esta política llegó a su fin con la insurrección de los nacionalistas argelinos en los años 50. Sin embargo, aun en el siglo XXI, muchas excolonias francesas, solicitan ayuda militar de Francia para evitar actividades revolucionarias.
Desde la Segunda Guerra Mundial, los esfuerzos de Francia se concentraron en mantener su imagen de gran potencia y su influencia en el consejo de seguridad de Naciones Unidas, descartando el hecho de que su poder militar es sobrepasado por el de India y China. Sin embargo, Francia ha sido el instrumento de los intentos de unión de las fuerzas militares europeas en pro de su propia defensa, para que ambos balancearan el poder de Rusia y su dependencia al apoyo militar de Estados Unidos. Por ejemplo, Francia durante un tiempo estuvo fuera de la OTAN, debido a su rol en la organización era seguir las órdenes de Estados Unidos.
Los objetivos franceses en esta era están lejos de las grandes guerras continentales y los complejos sistemas de alianzas, Francia ahora despliega su fuerza militar como parte de la fuerza internacional de paz, operaciones en sus excolonias y para responder a amenazas inmediatas de estados que atenten a la estabilidad global. Francia además es la potencia nuclear más grande de Europa, y sus fuerzas convencionales como su arsenal nuclear están siendo reestructurados para responder a futuras amenazas.

## Losgalos
La región de las Galias consiste hoy en día por los estados de Francia, Bélgica, la región alemana del Rin y algunas regiones occidentales de Suiza. El conflicto galo-romano en la Galia Cisalpina había ocurrido siglos antes de la invasión de Julio César a la Galia Transalpina. En el 390 a. C. o 387 a. C., un ejército galo bajo el mando de Breno destruyó a las fuerzas romanas en la Batalla de Alia, la cual permitió el saqueo de Roma y la destrucción de los registros históricos previos a ese período.
El creciente profesionalismo del ejército romano finalmente permitiría una serie de triunfos, notablemente en la Batalla de Sentino y la Batalla de Telamón, en las que los galos mantuvieron sus tradicionales tácticas y armas, sin embargo, para eliminar la amenaza de los galos se requeriría un esfuerzo constante por parte de los romanos, que finalmente Julio César proveyó.
La campaña de Julio César en un principio no encontró resistencia inicialmente. Las tribus de la Galia fueron ineficientes en unirse en un solo frente para derrotar al ejército romano, algunas veces César explotó el recurso de poner una tribu frente a la otra. En el 58 a. C., César derrotó la tribu de los suebi bajo el mando de Ariovisto. Al año siguiente, logró conquistar a los galos belgas, después de que se denunciara que estaban conspirando contra Roma. Las victorias continuaron con el triunfo naval contra los veneti en el 56 a. C. En el 53 a. C., un galo de resistencia emerge bajo del mando de Vercingétorix. César lideró el sitio contra la ciudad fortificada de Avaricum y en 21 días logró romper sus defensas, solo 800 de los 40.000 habitantes lograron escapar. Luego decidió sitiar Gergovia, que era el pueblo natal de Vercingetorix, en donde el líder galo sufrió una de las peores derrotas en su carrera cuando tuvo que retirarse para evitar una revuelta en otra parte de Galia; al volver fue rodeado por César en la ciudad de Alesia en el año 52 a. C. La gente del pueblo sufrió de hambre hasta perecer y las murallas terrestres de César mantuvieron lejos a los refuerzos galos, finalmente Vercingetorix tuvo que renunciar, lo cual marcó el fin de la guerra de las Galias.

## Los francos y elImperio carolingio
Mientras que el poder romano mermaba durante los siglos IV y V, una tribu germánica, los francos, tomaron grandes áreas de las Galias. Bajo el mando del rey Clodoveo a finales del siglo V e inicio del siglo VI, los dominios francos se cuadruplicaron al ir derrotando a sus rivales por el control de la Galia. En el 486, el ejército franco bajo el mando de Clodoveo triunfó en la Batalla de Soissons sobre Siagrio, el último oficial romano de la Galia del norte. En el 491, Clodoveo derrotó a los Turingios al este de sus territorios, mientras que en el 496 derrotó a los alamanes en la Batalla de Tolbiac; sin embargo, para el 507 obtuvo la más prominente victoria de su carrera, contra los visigodos de Alarico II en la Batalla de Vouillé.
Después de la muerte de Clodoveo, las tensiones entre las regiones de Neustria (Oeste) y Austrasia (Este) se acrecentaron, llevando a estas a confrontarse finalmente, pero, ya para el siglo VIII, las grandes preocupaciones de los francos eran los invasores musulmanes quienes habían cruzado los Pirineos y el valle del Ródano. Las dos batallas claves durante este período fueron la Batalla de Tolosa y la Batalla de Tours, ambas fueron ganadas por los francos, y ambas fueron clave en detener la invasión musulmana. Estas victorias durante siglos se convirtieron en símbolos de la «superioridad» de la civilización europea frente a las «hordas islámicas».
Bajo Carlomagno los francos lograron el máximo de su poder. Después de las campañas contra los lombardos, ávaros, sajones y vascones, en Alemania y el norte de España, el Imperio carolingio lograba expandir sus límites, con los montes Pirineos al oeste, con la región central de la actual Alemania al este, con el Mar Adriático al sur y el Mar del Norte al norte. En el año 800, el Papa León III coronó a Carlomagno como Emperador de Occidente, a cambio de protección para la Iglesia. El Imperio carolingio fue el esfuerzo por recrear una administración centralizada inspirada en el Imperio romano, pero las motivaciones detrás de la expansión militar fueron diferentes. Carlomagno esperaba proveer a sus nobles de incentivos para que ayudaran en sus campañas. Los botines de guerra fueron más poderosos que las intenciones imperialistas, y muchas regiones fueron asoladas para llenar los cofres de la nobleza francesa. La caballería dominó el campo de batalla, pero sus altos costos, asociados al valor del caballo y las armaduras, ayudaron a que el número de estos fuera limitado, el ejército carolingio tenía un número considerable de 20.000 unidades de infantería que eran reclutados en los territorios imperiales cerca de los frentes de batalla. 
El imperio tenía como vasallos a 100 obispos, 200 abades, 500 condes y unos 1000 vasallos reales o señores feudales cada uno debía aportar con 20 caballeros bien armados, totalizando 36.000 jinetes con armadura, mientras que la leva campesina para la infantería era de 3 a 5 veces mayor. Según el historiador Alessandro Barbero, en el momento en que un ejército carolingio de 7.000 infantes y 3.000 jinetes, penetrara en territorio enemigo (y dejase de ser aprovisionado voluntariamente por las zonas donde pasaba) debería necesitar para una campaña de tres meses: 6 mil carros tirados cada uno por dos bueyes, estos sólo podrían ser alimentados por la hierba de los prados (la avena o el heno se reservaba para los caballos), la necesidad de prados y agua podía condicionar la habitual estrategia carolingia de dividir su ejército en más de una columna, y también los lugares por donde transitaban. Por ello los carolingios le darían un alta importancia a la logística y la caballería. El imperio duró del 800 al 843, cuando, siguiendo la tradición de los francos, fue dividido entre los hijos de Ludovico Pío en el Tratado de Verdún.

## Edad Media
La historia militar de este período fue paralelamente testigo del ascenso y finalmente la caída del caballero. Luego de Carlomango, hubo un gran incremento en la proporción de unidades de caballería provistas de mejoras en sus armaduras: cuero y acero, cascos de acero, cotas de malla, e incluso una armadura completa fue añadida como una de las capacidades defensivas de las unidades montadas. La caballería finalmente creció hasta convertirse en el componente más importante del ejército francés, el choque que provocaban en combate se convirtió en el siglo XI en una de las tácticas habituales en el campo de batalla. Asimismo, el desarrollo de nuevas técnicas de agricultura permitió a las naciones de Europa Occidental incrementar las reservas de alimentos, facilitando el crecimiento de la aristocracia en Francia.
Durante el tiempo de las Cruzadas la cantidad de caballeros franceses era tal que no había suficiente tierra para ellos. Algunos académicos creen que uno de los motivos ocultos de las cruzadas era permitir a caballeros sin tierra conquistar territorios en ultramar para así no causar una guerra interna que atentara con el creciente poder militar de Francia.
Para el siglo XI, los caballeros franceses vestían una cota de malla hasta las rodillas y se armaban con lanzas y espadas largas. Los caballeros normandos que llegaron al campo de Hastings eran más que una amenaza para los anglosajones, y su aplastante victoria simplemente reafirmaba su poder e influencia. Las mejoras en las armaduras que se dieron en los siguientes siglos dieron lugar a la armadura de placas en el siglo XIV, la cual sería desarrollada de forma más compleja en el siglo XV.
Sin embargo, a finales del siglo XIV y principios del XV el poder militar francés fue declinando durante la primera parte de la guerra de los Cien Años. Nuevas armas y tácticas convirtieron al caballero en un blanco que en una eficiente unidad de combate, pero este éxito no fue en su mayoría a causa de los conocidos arqueros de tiro largo ingleses. Más bien fue la pobre coordinación o las condiciones del terreno lo que causaba las derrotas francesas. Esto se ejemplifica en la masacre de caballeros franceses en la Batalla de Agincourt.